# دم‌پنج‌پره
دم‌پنج‌پره(نام علمی: Urocolius) نام یک سرده از تیره موش‌مرغ است.

## گونه‌ها
- موش‌مرغ گردن‌آبی،  Urocolius macrourus
- موش‌مرغ سرخ‌چهره،  Urocolius indicus